# Itti-ili-nībī
Itti-ili-nībī  war der zweite König (etwa 1723–1667 v. Chr.) der Meerland-Dynastie, die für etwa 350 Jahre von etwa 1783 bis 1415 v. Chr. den Süden Mesopotamiens beherrschte. Itti-ili-nībī ist bisher nur aus späteren Königslisten und Chroniken bekannt. Demnach regierte er 57 Jahre lang.
Der Name Itti-ili-nībī ist akkadisch und bedeutet Mein Name ist mit Gott.